# 银花素馨
银花素馨（学名：Jasminum nintooides）是木犀科素馨属的植物，为中国的特有植物，中药名大叶接骨藤。分布在中国大陆的云南等地，生长于海拔1,300米至1,600米的地区，一般生长在岩石坡及密林中。